# Halón 1301

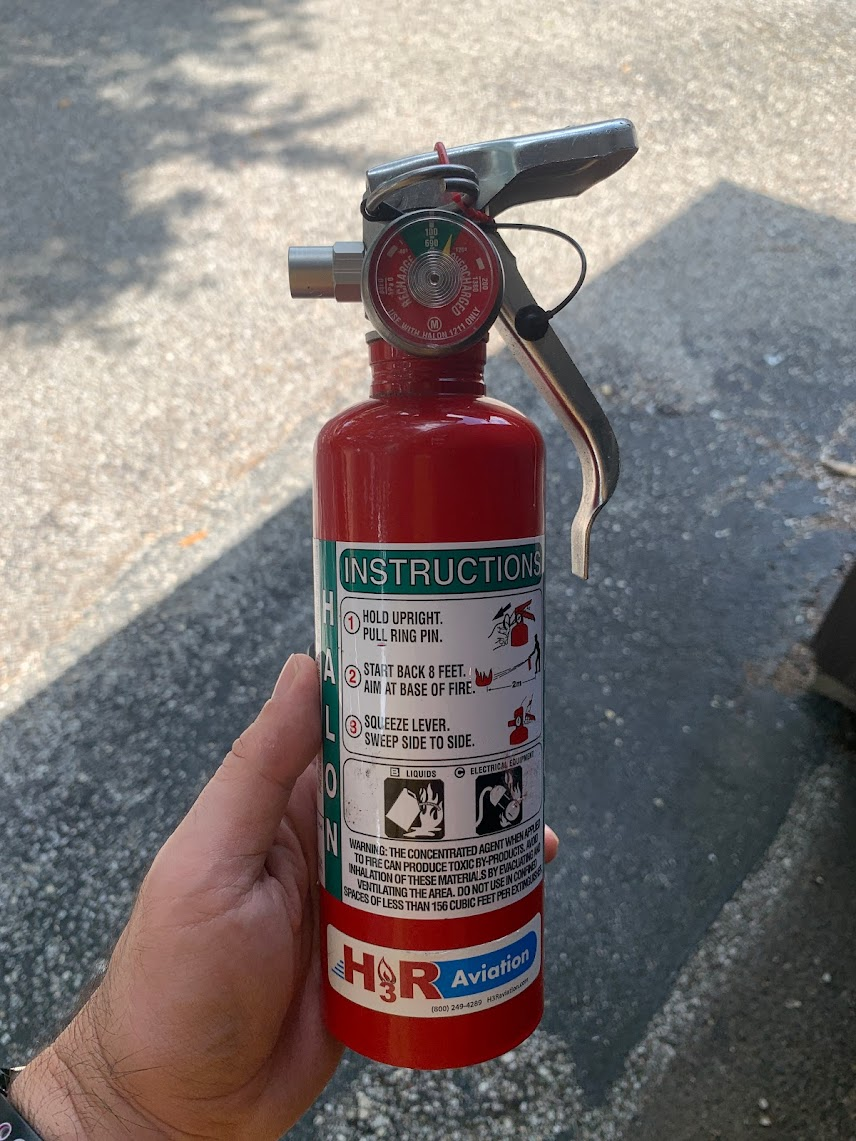
Extintor de incendios H3R Aviation Halon 1211

El Halón 1301 (trifluor-bromo-metano) es un compuesto orgánico derivado del metano(CH4).
Es usado principalmente como agente extintor debido a su carácter dieléctrico (no provoca daños en los equipos electrónicos).
Es un gas incoloro e inodoro, más denso que el aire y fácilmente licuable. Tiene un alto poder de extinción, no es conductor de la electricidad y presenta una buena visibilidad en su uso en la extinción, por lo que es uno de los agentes extintores más eficaces. A pesar de esto su uso está prohibido a excepción de algunos casos muy específicos (recogidos en el Reglamento (CE) 1005/2009) debido a la alta nocividad de estos gases para la capa de ozono de la atmósfera terrestre.
El Halón 1301 extingue por inhibición, ya que neutraliza los radicales libres que interfieren en la reacción en cadena. Son eficaces en fuegos de las clases A, B y C; y de especial aplicación en instalaciones delicadas como salas de ordenadores y sistemas electrónicos. Están limitados en los fuegos de clase A con brasas (profundos) en los cuales existe riesgo de reignición debido a su bajo poder de enfriamiento. No se debe usar sobre incendios de metales o hidruros metálicos y su uso más frecuente es en instalaciones fijas mediante inundación total.
- Datos: Q413018
- Multimedia: Bromotrifluoromethane / Q413018